# Fernandaño
Fernandaño es un lugar de la parroquia de Abadín, municipio de Abadín, comarca de Tierra Llana, provincia de Lugo, Galicia, España.
Ubicado en la carretera N-634, al oeste de Abadín. Por sus cercanías, pasa cerca el Camino de Santiago del Norte.